# 渤海道 (汪兆銘政権)
渤海道（ぼっかい-どう）は汪兆銘政権華北政務委員会により設置された河北省の道。

## 沿革
1940年（民国29年）5月29日に設置された。

## 行政区画
廃止直前下部の7県を管轄した。（50音順）
- 塩山県
- 河間県
- 慶雲県
- 粛寧県
- 新海県
- 滄県
- 任丘県